# دیونه

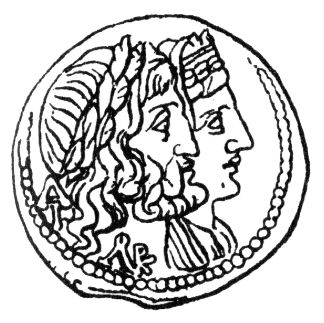
سکه دیون و زئوس

دیونه (به انگلیسی: Dione)، در اسطوره‌های یونان، دختر اوکئانوس است. او از الهه‌گان زمینی و معشوقه زئوس بود، و به روایتی مادر آفرودیته است.